# Grusi
Die Grusi (auch Grunsi, Grunshi, Grussi, Gorise, Gurense, Grunshi, Gurinse, Gurunsi, Gourounsi, Guruns) sind eine Ethnie in Westafrika, hauptsächlich im Norden von Ghana und Süden von Burkina Faso. Etwa 600.000 bis 700.000 Personen gehören der Ethnie an (Stand 2010). Sie sprechen eine Gurunsi-Sprache.
Der Begriff Grusi wird ebenfalls als Sammelbegriff für sprachkulturell ähnliche Ethnien wie Kassena, Builsa, Dagaare oder Mo verwendet.